# الحزب الشيوعي النيبالي (الماركسي المتحد)

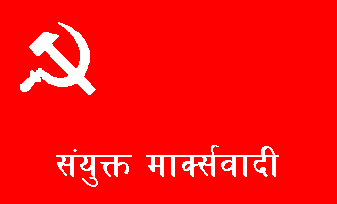
علم الحزب

حزب شيوعي نيبال (الماركسي المتحد) هو حزب سياسي شيوعي في نيبال. تأسس الحزب في 2005 بدمج حزب شيوعي نيبال (المتحد) مع حزب شيوعي نيبال (الماركسي). أمين عام الحزب هو همنت بي.سي. رئيس الحزب هو لوك نراين سوبدي.